# Kirchweidach
Kirchweidach là một đô thị thuộc huyện Altötting bang Bayern nước Đức.